# Graeme Thomas
Graeme Thomas (Preston, 8 de noviembre de 1988) es un deportista británico que compite en remo.
Ganó cuatro medallas en el Campeonato Mundial de Remo entre los años 2013 y 2022, y tres medallas en el Campeonato Europeo de Remo entre los años 2014 y 2021.
Participó en los Juegos Olímpicos de Tokio 2020, ocupando el cuarto lugar en la prueba de doble scull.

## Palmarés internacional
| Campeonato Mundial | Campeonato Mundial        | Campeonato Mundial | Campeonato Mundial |
| Año                | Lugar                     | Medalla            | Prueba             |
| ------------------ | ------------------------- | ------------------ | ------------------ |
| 2013               | Chungju (Corea del Sur)   | Medalla de bronce  | Cuatro scull       |
| 2014               | Ámsterdam (Países Bajos)  | Medalla de plata   | Cuatro scull       |
| 2017               | Sarasota (Estados Unidos) | Medalla de plata   | Cuatro scull       |
| 2022               | Račice (República Checa)  | Medalla de bronce  | Scull individual   |
| Campeonato Europeo |                           |                    |                    |
| Año                | Lugar                     | Medalla            | Prueba             |
| 2014               | Belgrado (Serbia)         | Medalla de plata   | Cuatro scull       |
| 2015               | Poznań (Polonia)          | Medalla de bronce  | Cuatro scull       |
| 2021               | Varese (Italia)           | Medalla de bronce  | Doble scull        |